# Eubucco
Eubucco es un género de aves piciformes de la familia Capitonidae, contiene 4 especies y 13 subespecies reconocidas científicamente.

## Especies
- Eubucco bourcierii (Lafresnaye, 1845)
- Eubucco richardsoni (G. R. Gray, 1846)
- Eubucco tucinkae (Seilern, 1913)
- Eubucco versicolor (Statius Muller, 1776)

## Localización
Las especies y subespecies de este género se encuentran localizadas en América del Sur y en América Central.